# 257 Silesia
257 Silesia је астероид главног астероидног појаса са пречником од приближно 72,66 km.
Афел астероида је на удаљености од 3,470 астрономских јединица (АЈ) од Сунца, а перихел на 2,767 АЈ.
Ексцентрицитет орбите износи 0,112, инклинација (нагиб) орбите у односу на раван еклиптике 3,636 степени, а орбитални период износи 2011,969 дана (5,508 година).
Апсолутна магнитуда астероида је 9,47 а геометријски албедо 0,054.
Астероид је откривен 5. априла 1886. године.